# Équipe de Tunisie de football au Championnat d'Afrique des nations 2011
L'équipe de Tunisie de football participe au Championnat d'Afrique des nations de football 2011 organisée en Soudan du 4 février 2011 au 25 février 2011. Elle remporte la compétition pour la première fois de son histoire, en battant l'Angola en finale (3-0).

## Qualifications
| 23 May 2010 | Tunisie | 1–1 | Maroc | Stade olympique de Sousse, Sousse     |                                       |
| 17:00       |         |     |       | Arbitrage : Mohamed Bichari (Algérie) | Arbitrage : Mohamed Bichari (Algérie) |
| 17:00       | Report  |     |       | Arbitrage : Mohamed Bichari (Algérie) | Arbitrage : Mohamed Bichari (Algérie) |

| 5 June 2010 | Maroc                          | 2–2 | Tunisie                         | Stade Mohammed-V, Casablanca           |                                        |
| 17:00       | Ribat 32e (pen.) · Slimani 85e |     | Khalifa 75e · Meriah 83e (pen.) | Arbitrage : Tamuni Salah Wahid (Libye) | Arbitrage : Tamuni Salah Wahid (Libye) |
| 17:00       | Report                         |     |                                 | Arbitrage : Tamuni Salah Wahid (Libye) | Arbitrage : Tamuni Salah Wahid (Libye) |

## Équipe

### Effectif
- Sélectionneur :  Sami Trabelsi

| No | Pos. | Nom                 | Date de naissance          | Club            |
| -- | ---- | ------------------- | -------------------------- | --------------- |
| 1  | G    | Farouk Ben Mustapha | 1er juillet 1989 (21 ans)  | CA Bizerte      |
| 2  | D    | Khaled Souissi      | 20 mai 1985 (25 ans)       | Club africain   |
| 3  | D    | Walid Hichri        | 5 mars 1986 (24 ans)       | ES Tunis        |
| 4  | D    | Seifallah Hosni     | 11 octobre 1985 (25 ans)   | Stade tunisien  |
| 5  | D    | Aymen Abdennour     | 6 août 1989 (21 ans)       | Étoile du Sahel |
| 6  | D    | Fatah Gharbi        | 12 mars 1983 (27 ans)      | CS Sfax         |
| 7  | M    | Youssef Msakni      | 28 octobre 1990 (20 ans)   | ES Tunis        |
| 8  | M    | Khaled Korbi        | 16 décembre 1985 (25 ans)  | ES Tunis        |
| 9  | A    | Lamjed Chehoudi     | 8 mai 1986 (24 ans)        | Étoile du Sahel |
| 10 | M    | Oussama Darragi     | 3 avril 1987 (23 ans)      | ES Tunis        |
| 11 | A    | Slama Kasdaoui      | 25 novembre 1984 (26 ans)  | CS Sfax         |
| 12 | M    | Adel Chedli         | 16 septembre 1976 (34 ans) | Étoile du Sahel |
| 13 | M    | Wissem Ben Yahia    | 9 septembre 1984 (26 ans)  | Club africain   |
| 14 | M    | Mejdi Traoui        | 13 décembre 1983 (27 ans)  | ES Tunis        |
| 15 | A    | Zouhaier Dhaouadi   | 1er janvier 1988 (23 ans)  | Club africain   |
| 16 | G    | Aymen Mathlouthi    | 14 septembre 1984 (26 ans) | Étoile du Sahel |
| 17 | D    | Iheb Mbarki         | 14 février 1992 (18 ans)   | CA Bizerte      |
| 18 | M    | Chedi Hammemi       | 4 juin 1986 (24 ans)       | CS Sfax         |
| 19 | A    | Hamza Younes        | 16 avril 1986 (24 ans)     | CS Sfax         |
| 20 | D    | Hatem Bejaoui       | 10 mai 1986 (24 ans)       | Étoile du Sahel |
| 21 | FW   | Ahmed Akaichi       | 23 février 1989 (21 ans)   | Étoile du Sahel |
| 22 | G    | Rami Jridi          | 15 septembre 1984 (26 ans) | Stade tunisien  |
| 23 | M    | Maher Haddad        | 15 octobre 1988 (22 ans)   | CS Sfax         |

### Maillot
Pour le Championnat d'Afrique des nations 2011, l'équipementier de l'équipe, Puma, lui confectionne un maillot spécifique pour la compétition.
| Couleurs | Blanc et rouge |
| Marque   | Puma           |
| Domicile | Extérieur      |

## Compétition

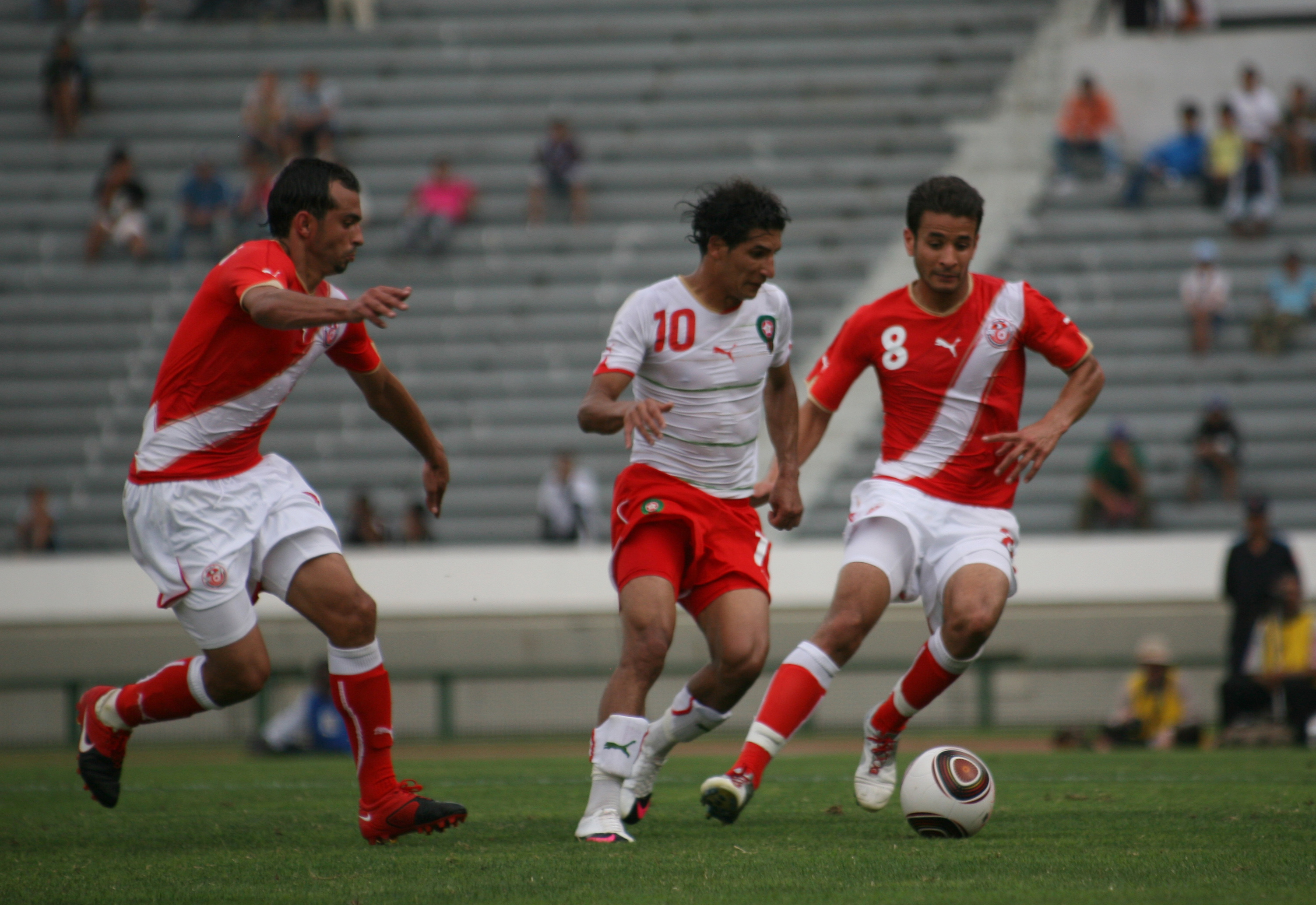
Tunisie contre le Maroc, pour les qualifications au CHAN 2011.

Le début d'année 2011 est marquée par la révolution tunisienne. Sans préparation, l'équipe s'envole sous la houlette de Sami Trabelsi pour le CHAN 2011 organisé au Soudan. Après un premier tour où elle termine facilement première,,, elle retrouve en quarts de finale la RD Congo (tenante du titre) et s'impose (1-0). En demi-finale, elle retrouve l'Algérie : après une lutte de deux heures (1-1), la Tunisie se qualifie à l'issue des tirs au but.

### Phase de poules
| Rang | Équipe  | Pts | J | G | N | P | Bp | Bc | Diff |
| ---- | ------- | --- | - | - | - | - | -- | -- | ---- |
| 1    | Tunisie | 7   | 3 | 2 | 1 | 0 | 6  | 2  | +4   |
| 2    | Angola  | 5   | 3 | 1 | 2 | 0 | 3  | 2  | +1   |
| 3    | Sénégal | 4   | 3 | 1 | 1 | 1 | 2  | 2  | 0    |
| 4    | Rwanda  | 0   | 3 | 0 | 0 | 3 | 2  | 7  | -5   |

| 7 février 2011 | Angola     | 1-1 | Tunisie   | Stade de Port-Soudan (en), Port-Soudan |                                    |
| 17h (GMT)      | Kali 90+2e |     | 7e Msakni | Arbitrage : Noumandiez Désiré Doué     | Arbitrage : Noumandiez Désiré Doué |
| 17h (GMT)      | Rapport    |     |           | Arbitrage : Noumandiez Désiré Doué     | Arbitrage : Noumandiez Désiré Doué |

| 11 février 2011 | Rwanda             | 1-3 | Tunisie                                  | Stade de Port-Soudan (en), Port-Soudan |                            |
| 14h30 (GMT)     | Tuyisenge (en) 23e |     | 21e Darragi · 32e Kasdaoui · 44e Dhaoudi | Arbitrage : Bakary Gassama             | Arbitrage : Bakary Gassama |
| 14h30 (GMT)     | Rapport            |     |                                          | Arbitrage : Bakary Gassama             | Arbitrage : Bakary Gassama |

| 15 février 2011 | Sénégal | 0-2 | Tunisie                  | Stade de Port-Soudan (en), Port-Soudan |                                  |
| 17h00 (GMT)     |         |     | 45e Kasdaoui · 88e Korbi | Arbitrage : Khalid Abd El Rahman       | Arbitrage : Khalid Abd El Rahman |
| 17h00 (GMT)     | Rapport |     |                          | Arbitrage : Khalid Abd El Rahman       | Arbitrage : Khalid Abd El Rahman |

### Phase à élimination directe

#### Quart de finale
| 19 février 2011 | Tunisie     | 1-0 | RD Congo | Khartoum Stadium, Khartoum  |                             |
| 17h30 (GMT)     | Dhaoudi 50e |     |          | Arbitrage : Koman Coulibaly | Arbitrage : Koman Coulibaly |
| 17h30 (GMT)     | Rapport     |     |          | Arbitrage : Koman Coulibaly | Arbitrage : Koman Coulibaly |

#### Demi-finale
| 22 février 2011 | Algérie                              | 1-1               | Tunisie                                     | Khartoum Stadium, Khartoum          |                                     |
| 14h00 (GMT)     | Djabou 62e                           |                   | 18e Kasdaoui                                | Arbitrage : Rajindraparsad Seechurn | Arbitrage : Rajindraparsad Seechurn |
| 14h00 (GMT)     | Rapport                              |                   |                                             | Arbitrage : Rajindraparsad Seechurn | Arbitrage : Rajindraparsad Seechurn |
| 14h00 (GMT)     | Feham · Lemmouchia · Meftah · Metref | Tirs au but 3 – 5 | Darragi · Souissi · Gharbi · Hichri · Korbi | Arbitrage : Rajindraparsad Seechurn | Arbitrage : Rajindraparsad Seechurn |

#### Finale
| 25 février 2011 | Tunisie                                 | 3 - 0 | Angola | Al Merreikh Stadium, Omdourman |                            |
| 17h30 (GMT)     | Traoui 47e · Dhaouadi 73e · Darragi 80e |       |        | Arbitrage : Daniel Bennett     | Arbitrage : Daniel Bennett |
| 17h30 (GMT)     | Rapport                                 |       |        | Arbitrage : Daniel Bennett     | Arbitrage : Daniel Bennett |

| Tunisie | Angola |

| Tunisie :       |    |                   |     |     |
|                 |    |                   |     |     |
| GK              | 16 | Aymen Mathlouthi  |     |     |
| DF              | 2  | Khaled Souissi    |     |     |
| DF              | 3  | Walid Hichri      |     |     |
| DF              | 5  | Aymen Abdennour   |     |     |
| DF              | 6  | Fatah Gharbi      | 60e |     |
| MF              | 7  | Youssef Msakni    |     | 85e |
| MF              | 8  | Khaled Korbi      | 45e |     |
| MF              | 12 | Adel Chedli       | 31e | 77e |
| MF              | 14 | Mejdi Traoui      |     |     |
| FW              | 11 | Slama Kasdaoui    |     |     |
| FW              | 15 | Zouhaier Dhaouadi | 36e | 89e |
| Remplaçants :   |    |                   |     |     |
| MF              | 10 | Oussama Darragi   |     | 77e |
| MF              | 13 | Wissem Ben Yahia  |     | 85e |
| FW              | 9  | Lamjed Chehoudi   |     | 89e |
| Sélectionneur : |    |                   |     |     |
| Sami Trabelsi   |    |                   |     |     |

| Angola :        |    |                                  |  |     |
|                 |    |                                  |  |     |
| GK              | 1  | Luis Lama                        |  |     |
| DF              | 3  | Osório Carvalho (en)             |  |     |
| DF              | 5  | Carlos Manuel Gonçalves          |  |     |
| DF              | 14 | Amândio Felipe da Costa          |  |     |
| DF              | 19 | Fabrício Mafuta                  |  |     |
| MF              | 8  | Fernando Agostinho da Costa (en) |  |     |
| MF              | 13 | João André Kuya Ndulo            |  | 57e |
| MF              | 15 | Miguel Quiame                    |  | 76e |
| MF              | 20 | Braulio Diniz                    |  | 83e |
| FW              | 10 | Santana Carlos                   |  |     |
| FW              | 23 | João Pedro Pinto Martins (en)    |  |     |
| Remplaçants :   |    |                                  |  |     |
| MF              | 7  | Ricardo Job                      |  | 83e |
| FW              | 17 | Zé Kalanga                       |  | 57e |
| FW              | 18 | Arsenio Sebastiao Cabungula      |  | 76e |
| Sélectionneur : |    |                                  |  |     |
| Lito Vidigal    |    |                                  |  |     |

| Assistants : Jason Damoo Angesom Ogbamariam Quatrième arbitre : Mohamed Ragab |

## Statistiques

### Buteurs

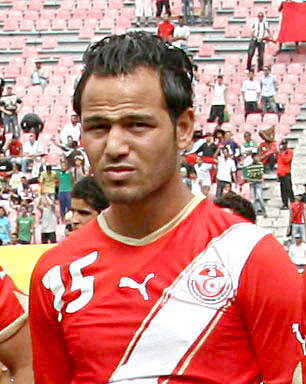
Zouhaier Dhaouadi, le meilleur joueur et buteur du tournoi.

| Buts | Joueurs           | Adversaires            |
| ---- | ----------------- | ---------------------- |
| 3    | Zouhaier Dhaouadi | Rwanda RD Congo Angola |
| 3    | Slama Kasdaoui    | Rwanda Sénégal Algérie |
| 2    | Oussama Darragi   | Angola Rwanda          |
| 1    | Khaled Korbi      | Sénégal                |
| 1    | Youssef Msakni    | Angola                 |
| 1    | Mejdi Traoui      | Angola                 |

### Récompenses
- Meilleur joueur : Zouhaier Dhaouadi
- Meilleurs buteurs : Zouhaier Dhaouadi et Slama Kasdaoui